# Documation
Documation est un salon professionnel organisé par Infopromotions, deuxième organisateur européen de salon professionnel.

## Historique
Le salon est créé en 1994 par Guy Fermon et Yves Stern puis racheté par Infopromotions en 2017. La première édition se tient les 6 et 7 décembre 1994 à Paris.
En 2012, le salon Documation fusionne avec le salon MIS (Management, Information, Stratégie), lancé l'année précédente.
Chaque année, Documation réunit plus de 160 exposants et plusieurs milliers de visiteurs chaque année (6 600 visiteurs en 2010, 14 000 en 2018) pour des rencontres professionnelles autour de la gestion de documents et d’informations en entreprise.
La 26e édition, en 2020, qui devait initialement se tenir du 17 au 19 mars 2020, est reportée à cause de la pandémie de maladie à coronavirus. Le salon, d'abord décalé au mois de mai est finalement prévu pour le mois de septembre,.

## Programme
Y sont organisées des conférences et des rencontres avec des exposants : éditeurs de logiciels documentaires, prestataires de services. En 2009, le salon a abordé différentes thématiques autour de la gestion de projet concernant la circulation de l’information et la gestion des documents au sein de l’entreprise.